# Solea (Schiff, 2004)
Die Solea ist ein deutsches Fischereiforschungsschiff. Eigner des Schiffes ist die Bundesrepublik Deutschland, vertreten durch das Bundesministerium für Landwirtschaft, Ernährung und Heimat (BMLEH). Bereedert wird das Schiff, das vor allem den drei Fischereiforschungsinstituten des Thünen-Instituts zur Verfügung steht, von der Bundesanstalt für Landwirtschaft und Ernährung (BLE).

## Geschichte
Die Solea wurde 2003/2004 auf der Fr. Fassmer Schiffs- und Bootswerft in Berne-Motzen gebaut. Der Rumpf wurde von einer polnischen Werft zugeliefert. Die Kiellegung des Schiffes erfolgte am 10. April, der Stapellauf am 12. Juli 2003. Fertiggestellt wurde das Schiff am 28. Mai 2004, im Juni folgte die Indienststellung.
Das Schiff ist in Cuxhaven beheimatet. Einsatzgebiet sind insbesondere die Nord- und Ostsee, aber auch britische Gewässer und Teile der norwegischen Küstengewässer. Aufgabe des Schiffes ist es, die Größe der Fischbestände zu bestimmen und zulässige Fangmengen zu ermitteln. Weiterhin sollen Veränderungen der marinen Umwelt und der Schadstoffgehalt im Meer untersucht werden sowie umweltschonende und energiesparende Fangtechniken entwickelt werden.
Das Fischereiforschungsschiff Solea ersetzt den Fischereiforschungskutter gleichen Namens, der seit 1974 für die Fischereiforschung im Einsatz war.

## Technik und Ausrüstung
Der Antrieb des Schiffes erfolgt dieselelektrisch. Das Schiff verfügt über einen Elektromotor der Lloyd Dynamowerke als Antriebsmotor. Der Motor mit 950 kW Leistung wirkt direkt auf die Wellenanlage und treibt einen Festpropeller an. Das Schiff erreicht eine Geschwindigkeit von 12,5 kn. Weiterhin verfügt das Schiff über ein Bugstrahlruder mit einer Leistung von 300 kW.
Für die Stromversorgung befinden sich zwei Dieselgeneratoren mit jeweils 664 kW Leistung bzw. jeweils 890 kVA Scheinleistung an Bord. Darüber hinaus wurde ein Hafen- und Notgenerator mit 62,5 kVA Scheinleistung verbaut.
Das Schiff verfügt über drei Labore: ein Nasslabor (Fischlabor), in dem der gesamte Fang wissenschaftlich ausgewertet wird, ein Chemielabor, in dem u. a. Wasserproben analysiert sowie weitere Analysen an Fischproben und biochemische Untersuchungen durchgeführt werden können, sowie zwei Trockenlabore, die insbesondere der Erfassung und Auswertung der gesammelten Daten dienen. Das Schiff ist für die Grundschleppnetzfischerei, die Baumkurrenfischerei, die pelagische Fischerei und die Planktonfischerei ausgerüstet.
Das Schiff ist im Schnitt etwa 300 Tage im Jahr auf See. Es ist so konzipiert, dass die Forschungsfahrten bis zu drei Wochen dauern können.
Solea ist das leiseste der drei deutschen Fischereiforschungsschiffe. Die Unterwasserschall-Emissionen entsprechen der Vorgabe des Internationalen Rates für Meeresforschung (nach ICES CRR 209). Sie ist daher für akustische Bestandserfassungen besonders geeignet.

## Namensgeber des Schiffes
Namensgeber der Solea ist die Seezunge, deren wissenschaftlicher Name Solea solea ist.